# Focus 3
Focus 3 to trzeci studyjny album holenderskiej grupy muzycznej Focus, wydany początkowo na dwóch płytach gramofonowych, a później zremasterowany na jedną płytę CD.

## Lista utworów

### Wersja gramofonowa

#### Strona A
1. „Round Goes The Gossip...” – 5:16
2. „Love Remembered” – 2:49
3. „Sylvia” – 3:32
4. „Carnival Fugue” – 6:02

#### Strona B
1. „Focus III” – 6:07
2. „Answers? Questions! Questions? Answers!” – 14:03

#### Strona C
1. „Anonymus II (Part 1)” – 19:28

#### Strona D
1. „Anonymus II (Conclusion)” – 7:30
2. „Elspeth Of Nottingham” – 3:15
3. „House Of The King” – 2:23

### Wersja CD
1. „Round Goes the Gossip” – 5:12
2. „Love Remembered” – 2:49
3. „Sylvia” – 3:31
4. „Carnival Fugue” – 6:08
5. „Focus III” – 6:04
6. „Answers? Questions! Questions? Answers!” – 13:55
7. „Elspeth of Nottingham” – 3:06
8. „Anonymus Two” – 26:19

#### WydanieI.R.S.
1. „Round Goes the Gossip” – 5:13
2. „Love Remembered” – 2:49
3. „Sylvia” – 3:32
4. „Carnival Fugue Intro” – 1:35
5. „Carnival Fugue (Continued)” – 4:34
6. „Focus III/Answers? Questions! Questions? Answers!” – 19:54
7. „Elspeth of Nottingham” – 3:11
8. „Anonymus Two” – 26:21

## Twórcy
- Thijs van Leer – keyboard, flet poprzeczny, flet, piccolo, śpiew
- Jan Akkerman – lutnia, gitara
- Bert Ruiter – gitara basowa
- Pierre van der Linden – perkusja

gościnnie
- Mike Vernon - producent, wokal wspierający w utworze „Round Goes The Gossip”
- Martin Dresden - gitara basowa w utworze „House of the King”
- Hans Cleuver - perkusja w utworze „House of the King”